# Prostomatida
Ordre
Les Prostomatida sont un ordre de Ciliés de la classe des Prostomatea.

## Liste des familles
Selon GBIF (23 septembre 2022) :
- Amphibothrellidae
- Apsiktratidae
- Balanionidae
- Buetschliidae
- Colepidae
- Holophryidae
- Metacystidae
- Placidae
- Plagiocampidae
- Pleuroplitidae
- Prorodontidae
- Urotrichidae
- Urozonatidae

Selon The Taxonomicon (23 septembre 2022) :
- Apsiktratidae Foissner et al., 1994
- Metacystidae Kahl, 1926

Selon AlgaeBase (23 septembre 2022) :
- Urotrichidae

## Systématique
Le nom valide de ce taxon est Prostomatida Schewiakoff, 1896.